# Borough & Blood Buggy Company
Borough & Blood Buggy Company war ein US-amerikanischer Hersteller von Automobilen.

## Unternehmensgeschichte
Das Unternehmen aus Marshall in Michigan stellte 1908 einige Automobile her. Der Markenname lautete Borough & Blood.

## Fahrzeuge
Das einzige Modell war ein Highwheeler. Mit den großen Rädern war es für die damaligen schlechten Straßen gut geeignet. Der Aufbau war offen.